# Лук блестящий
Лук блестящий (лат. Allium splendens) — многолетнее травянистое растение, вид рода Лук (Allium) семейства Луковые (Alliaceae).

## Распространение и экология
В природе ареал вида охватывает Восточную Сибирь, Дальний Восток России, Монголию, Китай и Японию.
Произрастает в светлых лесах, среди кустарников, на лугах и каменистых склонах.

## Ботаническое описание
Луковицы узко-цилиндрически-конические, толщиной 0,5—0,7 см, длиной 3—7 см, пo 1—2 прикреплены к короткому восходящему корневищу, с бурыми сетчатыми оболочками. Стебель высотой 25—50 см, тонкий, округлый, гладкий, слегка ребристый, до половины одетый гладкими влагалищами листьев.
Листья в числе 3—4, линейные, шириной 1—4 мм, к основанию слегка суженные, плоские, по краю шероховатые, короче стебля.
Зонтик полушаровидный, многоцветковый, густой. Листочки колокольчатого околоцветника обычно светло-розовато-сиреневатые, длиной 3,5—4 мм, с сильной пурпурной жилкой, продолговато-эллиптические или продолговатые, тупые. Нити тычинок в полтора-два раза длиннее листочков околоцветника, при основании сросшиеся, шиловидные. Столбик сильно выдается из околоцветника.
Коробочка немного короче околоцветника.

## Таксономия
Вид Лук блестящий входит в род Лук (Allium) семейства Луковые (Alliaceae) порядка Спаржецветные (Asparagales).
|  |                                      |  |                                                             |                                                             |                   |  | ещё 24 семейства (согласно Системе APG II) | ещё 24 семейства (согласно Системе APG II) |                     |  |  |  | ещё более 870 видов |
|  |                                      |  |                                                             |                                                             |                   |  | ещё 24 семейства (согласно Системе APG II) | ещё 24 семейства (согласно Системе APG II) |                     |  |  |  | ещё более 870 видов |
|  |                                      |  |                                                             | порядок Спаржецветные                                       |                   |  |                                            |                                            | род Лук             |  |  |  |                     |
|  |                                      |  |                                                             | порядок Спаржецветные                                       |                   |  |                                            |                                            | род Лук             |  |  |  |                     |
|  | отдел Цветковые, или Покрытосеменные |  |                                                             |                                                             | семейство Луковые |  |                                            |                                            | вид Лук блестящий   |  |  |  |                     |
|  | отдел Цветковые, или Покрытосеменные |  |                                                             |                                                             | семейство Луковые |  |                                            |                                            |                     |  |  |  |                     |
|  |                                      |  | ещё 44 порядка цветковых растений (согласно Системе APG II) | ещё 44 порядка цветковых растений (согласно Системе APG II) |                   |  |                                            | ещё около 300 родов                        | ещё около 300 родов |  |  |  |                     |
|  |                                      |  |                                                             | ещё 44 порядка цветковых растений (согласно Системе APG II) |                   |  |                                            |                                            | ещё около 300 родов |  |  |  |                     |